# Quận Moore, North Carolina
Quận Moore là một quận nằm ở tiểu bang Bắc Carolina.  Tại thời điểm năm 2000, quận có dân số 74.769 người. Quận lỵ đóng ở Carthage6.
Quận được lập năm 1784 từ quận Cumberland. Quận được đặt tên teho Alfred Moore, một sĩ quan của chiến tranh cách mạng Mỹ.
Năm 1907, một số khu vực của quận Moore và quận Chatham được hợp nhất để lập quận Lee.

## Địa lý
Theo Cục điều tra dân số Hoa Kỳ, quận có tổng diện tích 706 dặm Anh vuông (1.828 km²), trong đó, 698 dặm Anh vuông (1.807 km²) là diện tích đất và 8 dặm Anh vuông (21 km²) trong tổng diện tích (1.13%) là diện tích mặt nước.

### Các thị trấn
Quận được chia thành 10 xã, which are both numbered and named: 1 (Carthage), 2 (Bensalem), 3 (Sheffields), 4 (Ritter), 5 (Deep River), 6 (Greenwood), 7 (McNeill), 8 (Sandhill), 9 (Mineral Springs), và 10 (Little River).

### Các quận giáp ranh
- Quận Chatham, Bắc Carolina - Bắc-Đông bắc
- Quận Lee, Bắc Carolina - Đông bắc
- Quận Harnett, Bắc Carolina - Đông
- Quận Cumberland, Bắc Carolina - Đông nam
- Quận Hoke, Bắc Carolina - Nam-Đông nam
- Quận Richmond, Bắc Carolina - Nam-Tây nam
- Quận Montgomery, Bắc Carolina - Tây
- Quận Randolph, Bắc Carolina - Bắc-Tây bắc
- Quận Scotland, Bắc Carolina - Nam

## Thông tin nhân khẩu
Theo cuộc điều tra dân số2 tiến hành năm 2000, quận này có dân số 74.769 người, 30.713 hộ, và 21.959 gia đình sinh sống trong quận này. Mật độ dân số là 107 người trên mỗi dặm Anh vuông (41/km²). Đã có 35.151 đơn vị nhà ở với một mật độ bình quân là 50 trên mỗi dặm Anh vuông (19/km²).  Cơ cấu chủng tộc của dân cư sinh sống tại quận này gồm 80,25% người da trắng, 15,50% người da đen hoặc người Mỹ gốc Phi, 0,68% người thổ dân châu Mỹ, 0,44% người gốc châu Á, 0,05% người các đảo Thái Bình Dương, 2,20% từ các chủng tộc khác, và 0,88% từ hai hay nhiều chủng tộc.  3,99% dân số là người Hispanic hoặc người Latin thuộc bất cứ chủng tộc nào.
Có 30,713 hộ trong đó có 26,70% có con cái dưới tuổi 18 sống chung với họ, 58,10% là những cặp kết hôn sinh sống với nhau, 10,20% có một chủ hộ là nữ không có chồng sống cùng, và 28,50% là không gia đình. 24,90% trong tất cả các hộ gồm các cá nhân và 11,30% có người sinh sống một mình và có độ tuổi 65 tuổi hay già hơn.  Quy mô trung bình của hộ là 2,38 còn quy mô trung bình của gia đình là 2,81,
Phân bố độ tuổi của cư dân sinh sống trong huyện là 22,10% dưới độ tuổi 18, 6,60% từ 18 đến 24, 25,80% từ 25 đến 44, 23,80% từ 45 đến 64, và 21,80% người có độ tuổi 65 tuổi hay già hơn.  Độ tuổi trung bình là 42 tuổi. Cứ mỗi 100 nữ giới thì có 93,00 nam giới. Cứ mỗi 100 nữ giới có độ tuổi 18 và lớn hơn thì, có 89,80 nam giới.
Thu nhập bình quân của một hộ ở quận này là $41.240, và thu nhập bình quân của một gia đình ở quận này là $48.492, Nam giới có thu nhập bình quân $31.260 so với mức thu nhập $23.526 đối với nữ giới. Thu nhập bình quân đầu người của quận là $23.377, Khoảng 8,00% gia đình và 11,40% dân số sống dưới ngưỡng nghèo, bao gồm 16,60% những người có độ tuổi 18 và 10,10% là những người 65 tuổi hoặc già hơn.

## Thành phố và thị trấn
- Aberdeen
- Cameron
- Carthage
- Foxfire
- Pinebluff
- Pinehurst
- Robbins
- Seven Lakes
- Southern Pines
- Taylortown
- Vass
- West End
- Whispering Pines